# Dadisho I
Dadisho (... – 456) è stato un vescovo cristiano orientale assiro, metropolita di Seleucia-Ctesifonte e patriarca della Chiesa d'Oriente dal 421 al 456.

## Biografia
Non si conosce nulla di questo vescovo prima della sua elezione al soglio patriarcale. Dopo la deposizione di Farbokht, Samuele di Tus, vescovo nestoriano del Khorasan, ottenne dal re Bahram V il permesso di eleggere un nuovo patriarca. La scelta cadde su Dadisho, che tuttavia dovette fare i conti con una forte opposizione interna, guidata da Batai, vescovo di Hormizd Ardashir, nel Khūzestān, che rifiutava di riconoscere il primato della sede di Seleucia-Ctesifonte sulle altre sedi nestoriane. Dadisho  subì il carcere, ma una volta liberato annunciò la sua decisione di rinunciare al patriarcato e di ritirarsi in un monastero presso Qardu.
Le sue dimissioni furono rifiutate durante il concilio di Markabta del 424, al quale presero parte 6 metropoliti e 30 vescovi della Chiesa d'Oriente, alcuni dei quali provenienti da luoghi molto lontani, come i vescovi di Merv, di Herat e di Mazon nell'odierno Oman. Il concilio, guidato dal metropolita Agapito di Beth Lapat, condannò i ribelli che non si erano sottomessi e proclamò l'autonomia della Chiesa siriaca orientale, rispetto alle Chiese dell'impero bizantino.
Gli storici nestoriani Mari, ʿAmr e Sliba non aggiungono nient'altro sull'episcopato di Dadisho, se non che morì dopo 35 anni di governo e fu sepolto a Hira.